# Autostrada A28 (Holandia)
Autostrada A28 (nl. Rijksweg 28) – autostrada w Holandii łącząca Groningen z Utrechtem.

## Trasy europejskie
Wzdłuż autostrady A28 przebiegają dwie trasy europejskie – E30 oraz E232.
| Trasa europejska | Odcinek                                                            |
| ---------------- | ------------------------------------------------------------------ |
| E30              | Knooppunt Rijnsweerd (A28/A27) – Knooppunt Hoevelaken (A28/A1)     |
| E232             | Knooppunt Hoevelaken (A28/A1) – Knooppunt Julianaplein (A28/A7/N7) |